# Syco Music
Syco Music (также известен как Syco Records или Simco Limited) — бывший звукозаписывающий лейбл, основанный Саймоном Коуэллом в 2002 году.

## Артисты

### Текущие артисты
- Alex & Sierra (смежный контракт с Columbia Records в США)
- Bars and Melody
- Сьюзан Бойл (полный контракт в Британии, смежный с Columbia Records в США)
- Collabro
- Рэйчел Кроу (смежный контракт с Columbia Records и Nickelodeon Records в США)
- Emblem3
- Джеки Иванко (полный контракт в Британии, смежный с Columbia Records в США)
- Ребекка Фергюсон (смежный контракт с RCA Records в Британии, с Columbia Records в США)
- Fifth Harmony (смежный контракт с Columbia Records в США)
- Forte
- Тамера Фостер
- Бэн Хэйнау
- Элла Хендерсон (смежный контракт с Columbia Records в США)
- Il Divo
- Indios (всемирный — PopArt Discos, США — Epic Records и Columbia Records, Азия и Европа — Parlophone Records и Warner Music)
- Эндрю Джонстон
- Labrinth
- Беа Миллер (смежный контракт с Hollywood Records)
- Олли Мёрс (смежный контракт в Британии с Epic Records, смежный контракт в США с Columbia Records)
- One Direction (полный контракт в Британии, смежный с Columbia Records в США)
- Райан Шонесси
- Молли Рейнфорд
- Крис Рене
- Карли Роуз Соненклар (смежный контракт с Epic Records в США)
- Тейт Стивенс (смежный контракт с Columbia Records в США)
- Union J (смежный контракт с Epic Records в Британии)
- Майра Вероника (полный контракт в Британии, смежный с Ultra Music в США)
- Diamond White (США)
- Флёр Ист

### Ушедшие артисты
- Гарет Гейтс (2002—2006)
- Стив Брукстейн (2004—2005)
- Бьянка Райан (2006—2008)
- Джордж Сэмпсон (2008)
- Angelis (2006—2007)
- Леон Джексон (2007—2009)
- Same Difference (2007—2009)
- Ридиан Робертс (2007—2010)
- Пол Потс (2007—2010)
- Escala (2008—2010)
- Шейн Уорд (2005—2011)
- Джо Макэлдерри (2009—2011)
- Westlife (2002—2011)
- Мэтт Кардл (2010—2012)
- Ронан Парк (2011—2012)
- Александра Бёрк (2008—2012)
- Шер Ллойд (2010—2013)[1]
- Loveable Rogues (2012—2013)[2]
- Леона Льюис (2006—2014)[3]
- Джонатан и Шарлотта (2012—2014)
- Джеймс Артур (2012—2014)[4]
- Сэм Бэйли (2013—2015)
- Мелани Амаро (2012—2015)
- Зейн Малик (2010—2015)
- Камила Кабелло (2012—2016)
- Little Mix  (2011—2018)
- Луи Томлинсон (2010—2020)[5]